# Buena Vista (Formosa)
Buena Vista es una localidad argentina del Departamento Pilagás, en la provincia de Formosa. Se encuentra en el km 1.362 de la RN 86.

## Población
Cuenta con 1989 habitantes (Indec, 2010), lo que representa un incremento del 12,4% frente a los 1268 habitantes (Indec, 2001) del censo anterior.
| Gráfica de evolución demográfica de Buena Vista entre 1991 y 2010 |
|                                                                   |
| Fuente: Censos nacionales del INDEC                               |